# Strobilanthes oligocephalus
Strobilanthes oligocephalus är en akantusväxtart som beskrevs av T. Anders. och Charles Baron Clarke. Strobilanthes oligocephalus ingår i släktet Strobilanthes och familjen akantusväxter. Utöver nominatformen finns också underarten S. o. treutleri.